# Het Nationale Toneel
Het Nationale Toneel (NT) ist die größte niederländische Theatergesellschaft mit Sitz in Den Haag.

## Geschichte
Het Nationale Toneel (deutsch: Das nationale Theater) wurde 1988 unter künstlerischer Leitung von Hans Croiset gegründet als Nachfolgerin der Haagse Comedie (1947–1988). Am 1. Januar 2017 fusionierte sie mit der Koninklijke Schouwburg und dem Theater aan het Spui zum Het Nationale Theater.
Als einzige der acht großen, staatlich geförderten Theatergruppen gibt sie ab 2013 unter dem Namen NTjong auch Aufführungen für Kinder und Jugendliche. Sie erhält auch Subventionen der Stadt Den Haag.
Die Aufführungen finden in verschiedenen Theatern der Niederlande statt.

## Repertoire
Das Theaterangebot des Nationale Toneel variiert von weltweiten Klassikern wie Ein Sommernachtstraum von William Shakespeare und Drei Schwestern von Anton Tschechow (Regie jeweils: Theu Boermans) bis hin zu Premieren zeitgenössischer Stücke wie Über Tiere von Elfriede Jelinek (Regie: Susanne Kennedy). Durch das Eintreten von Eric de Vroedt werden auch viele niederländische Stoffe auf die Bühne gebracht.
2014 erfolgte eine gemeinsame Produktion der Nationale Toneel als erste große staatlich subventionierte Gesellschaft mit einer kommerziell wirtschaftenden Theatergesellschaft. Mit Imagine Nation brachten sie das Stück ANNE als erste Aufführung in das von Imagine Nation neu errichtete „Theater Amsterdam“.

## NTjong
Mit Beginn der Theatersaison 2012/2013 verfügt das Nationaltheater auch über eine Jugendtruppe namens NTjong. In dieser ist die vormalige Jugendtheater Stella Den Haag (1990–2012) aufgegangen. NTjong bringt Bearbeitungen klassischer Stoffe, wie Leo & Lena (Theaterfestival 2015) nach Leonce und Lena von Georg Büchner, aber auch viel Neues, wie In mijn hoofd ben ik een dun meisje (deutsch: „In meinem Kopf bin ich ein dünnes Mädchen“, Theaterfestival 2016).

## Regisseure
Theu Boermans, Eric de Vroedt, Noël Fischer (NTjong), Daria Bukvić, Jeroen De Man und Casper Vandeputte (NTjong) sind am Nationale Theater am Regisseure engagiert. Ebenfalls als feste Regisseure waren am Nationaltheater Johan Doesburg, Franz Marijnen, Laura van Dolron, Susanne Kennedy und Ger Thijs unter Vertrag. Dazu führten auch internationale Gäste Regie, wie Erik Vos, Gerardjan Rijnders, Jürgen Gosch und Franz Wittenbrink.
Viele namhafte niederländische Schauspieler waren Bestandteil des Ensembles oder traten als Gäste auf, wie Sallie Harmsen, Stefan de Walle, Katja Herbers, Anne Wil Blankers, Carine Crutzen, Bracha van Doesburgh, Roef Ragas und Huub Stapel und viele andere.